# Centaurium flexuosum
Centaurium flexuosum là một loài thực vật có hoa trong họ Long đởm. Loài này được (Maire) J.-P.Lebrun & Marais mô tả khoa học đầu tiên năm 1978 publ. 1979.